# Ceropsylla sideroxyli
Ceropsylla sideroxyli är en insektsart som beskrevs av Riley 1884. Ceropsylla sideroxyli ingår i släktet Ceropsylla och familjen spetsbladloppor. Inga underarter finns listade i Catalogue of Life.